# Цілинний район (Алтайський край)
Ціли́нний район (рос. Целинный район) — район у складі Алтайського краю Російської Федерації.
Адміністративний центр — село Цілинне.

## Історія
Район утворений 1924 року.

## Населення
Населення — 14925 осіб (2019; 16403 в 2010, 19888 у 2002).

## Адміністративний поділ
Район адміністративно поділяється на 12 сільських поселень (сільрад):
| Поселення                     | Площа, км² | Населення, осіб (2002) | Населення, осіб (2010) | Населення, осіб (2019) | Центр         | Населені пункти |
| ----------------------------- | ---------- | ---------------------- | ---------------------- | ---------------------- | ------------- | --------------- |
| Бочкарівська сільська рада    | 294,45     | 2159                   | 1949                   | 1905                   | Бочкарі       | 3               |
| Воєводська сільська рада      | 118,41     | 1798                   | 1503                   | 1465                   | Воєводське    | 1               |
| Дружбинська сільська рада     | 135,46     | 749                    | 644                    | 633                    | Дружба        | 2               |
| Єландинська сільська рада     | 204,21     | 1072                   | 851                    | 722                    | Єланда        | 1               |
| Ложкинська сільська рада      | 113,03     | 779                    | 608                    | 583                    | Ложкино       | 1               |
| Марушинська сільська рада     | 297,18     | 1450                   | 1135                   | 1065                   | Марушка       | 2               |
| Овсянниковська сільська рада  | 361,81     | 1216                   | 756                    | 601                    | Овсянниково   | 1               |
| Степно-Чумиська сільська рада | 566,86     | 1950                   | 1452                   | 1228                   | Побєда        | 5               |
| Сухо-Чемровська сільська рада | 135,68     | 1074                   | 840                    | 800                    | Суха Чемровка | 2               |
| Хомутинська сільська рада     | 123,33     | 531                    | 458                    | 427                    | Хомутино      | 1               |
| Цілинна сільська рада         | 292,96     | 5882                   | 5276                   | 4729                   | Цілинне       | 1               |
| Шалапська сільська рада       | 238,61     | 1228                   | 931                    | 767                    | Шалап         | 2               |

- 2010 року ліквідована Поповичівська сільська рада, територія увійшла до складу Степно-Чумиської сільради[4].
- 2011 року ліквідована Верх-Марушинська сільська рада, територія увійшла до складу Бочкарівської сільради[5].

## Найбільші населені пункти
Нижче подано список населених пунктів з чисельністю населенням понад 1000 осіб:
| № | Населений пункт | Населення, осіб (2002) | Населення, осіб (2010) |
| - | --------------- | ---------------------- | ---------------------- |
| 1 | Цілинне         | 5882                   | 5276                   |
| 2 | Воєводське      | 1798                   | 1503                   |
| 3 | Бочкарі         | 1310                   | 1320                   |
| 4 | Марушка         | 1255                   | 1049                   |